# Delarthrum obscurum
Delarthrum obscurum är en mångfotingart som beskrevs av Carl Graf Attems 1936. Delarthrum obscurum ingår i släktet Delarthrum och familjen orangeridubbelfotingar. Inga underarter finns listade i Catalogue of Life.